# رایبر رودریگز
رایبر رودریگز (به انگلیسی: Raiber Rodríguez،  زادهٔ ۲۸ دسامبر ۱۹۹۰) یک کشتی‌گیر فرنگی‌کار اهل کشور ونزوئلا است. وی سابقه حضور در المپیک ۲۰۲۴ پاریس را دارد.

## فعالیت حرفه‌ای

### المپیک ۲۰۲۴ پاریس
رودریگز در وزن ۶۰ کیلوگرم کشتی فرنگی المپیک ۲۰۲۴ پاریس حاضر بود که در دور اول مراد ممدوف از آذربایجان را شکست داد اما در دور بعد از کائو لیگو از چین شکست خورد و با توجه به حضور این کشتی‌گیر در فینال، به دیدار شانس مجدد رفت. او در مرحله شانس مجدد مومن احمد محمد از مصر را شکست داد اما در دیدار رده‌بندی به ری سه-یونگ از کره شمالی باخت و پنجم شد.